# Eric Clapton Stratocaster

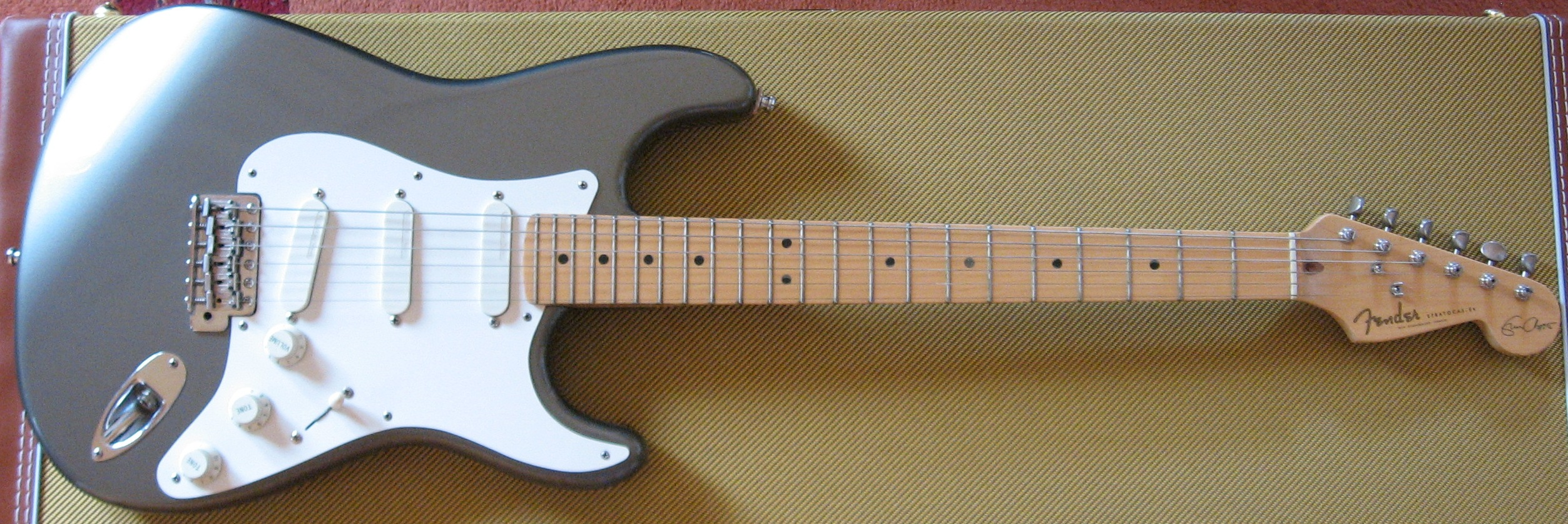
Eric Clapton Stratocaster von 1996

Die Eric Clapton Fender Stratocaster ist die erste Signature-E-Gitarre von Fender, die unter dem Namen von Eric Clapton auf den Markt gebracht wurde.

## Geschichte
Eric Clapton spielte seit 1970 auf einer Stratocaster, die aus insgesamt drei Gitarren zusammengebaut wurde. Der Musiker nannte sie liebevoll Blackie. Nach einer dreijährigen Planung brachte Fender 1988 das Signaturemodell heraus. Die Eric Clapton Stratocaster wird bis heute produziert und ist die zweiterfolgreichste Signaturegitarre nach Steve Vai's Ibanez Jem. Auf Claptons Gitarren kam neuartige Technik zum Einsatz, die das Soundspektrum erheblich erweitern. Durch einen Mid-Boost ist man in der Lage, die Gitarre von klaren Sounds bis zu verzerrten ohne Veränderung der Lautstärke durch einen Drehregler zu verändern, setzt jedoch einen Vollröhrenverstärker voraus. Dank den von Fender 1999 eingebauten Fender Noiseless Pickups ist die Gitarre sehr brummarm im Gegensatz zu anderen Stratocaster-Modellen. Vorher wurden Lace Sensor Pickups verwendet.

## Modelle

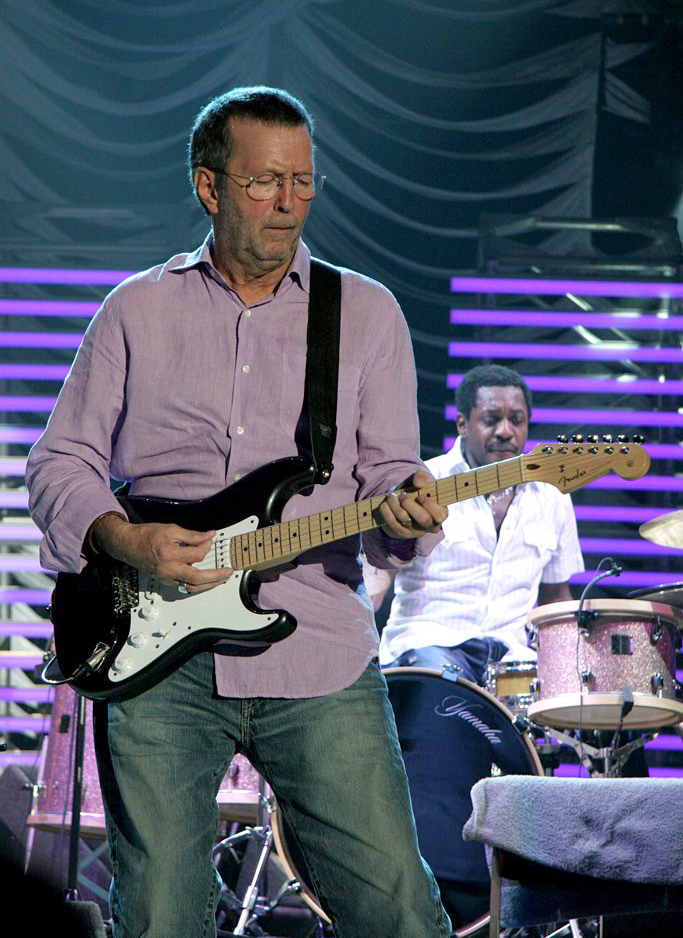
Clapton mit seiner typischen schwarzen Stratocaster 2007

Die „Artist Serie“ ist nach Claptons Lieblingsmodell „Blackie“ aus den 1970ern nach Claptons Vorgaben gebaut. Das Besondere ist der Gitarrenhals mit einem V-Profil, das seiner Spielweise zugutekommt. Sie besitzt darüber hinaus sehr moderne Merkmale wie die Noiseless Pickups, die sehr brummarm sind, einen 25-dB-Aktiv-Mittenbooster mit 9-Volt-Batterie; das Tremolo ist geblockt.
Die Gitarre ist in den Farben Olympic White, Black, Pewter und Torino Red erhältlich. Die Farbe 7Up Candy Green (auch nur 7Up Green) war nur in den späten 1980ern und frühen 1990ern erhältlich. Da Clapton ab seiner From the Cradle World Tour die Farbe Olympic White wünschte, wurde 7Up Green aus der Produktion genommen. 2001 gab es eine Sonderedition mit Noiseless Pickups in der grünen Lackierung.
Ein weiteres Modell ist eine 2006 gebaute, exakte Replika-Anfertigung der original Blackie, die Clapton in den 70ern und frühen 80ern verwendete. Dieses Modell ist allerdings auf 275 Stück limitiert, wobei nur 90 außerhalb der USA käuflich zu erwerben waren. Der Preis lag bei 24.000 US-Dollar.
2007 wurde die „Fender Eric Clapton Crossroads Stratocaster“, die auch mit dem „Crossroads ’57 Twin Amp“-Verstärker erhältlich war hergestellt. Die mit dem Crossroads Centre-Logo verzierte Gitarre ist auf 100 Exemplare limitiert, der Verstärker auf 50 Exemplare. Die Gewinne aus diesen Instrumentenverkäufen gingen an das Crossroads Centre. Clapton spielte das Modell zusammen mit dem Verstärker während der ABC News Übertragung zusammen mit John Mayer. Der Preis für die Stratocaster mit Koffer und einem Gurt betrug 20.000 US-Dollar. Der Paketpreis für die Gitarre zusammen mit einem Gurt, dem ’57 Twin Amp und etwas Merchandising lag bei 30.000 US-Dollar.
Weitere spezielle Editionen waren die Custom Artist Serie und die 2009 Limited Edition bei denen die Stratocaster in den Sonderlackierungen Mercedes Blue, Midnight Blue, EC Grey und Daphne Blue erhältlich waren. Clapton spielte das Daphne Blue-Modell während seiner Tourneen von 2009 bis 2011. Zu sehen ist Clapton mit der Gitarre auf Bootleg-Aufnahmen, aber auch auf offiziellen Veröffentlichungen wie Live from the Royal Albert Hall und dem Crossroads Guitar Festival 2010. Weiter gab es die Custom Thinskin Nitro Serie. Die Modelle dieser Sonderedition wurden hauchdünn mit Nitrolack in den Farben Olympic White, Torino Red und Pewter lackiert. Diese Nitrolackierung soll für einen natürlicheren, klareren und „dünneren“ Sound der Gitarre sorgen. Clapton verwendete während der Journeyman World Tour, der 1992 Eric Clapton World Tour und 24 Nights mit Nitrolack vollendete Signature-Modelle in den Farben Black und Pewter.
2013 wurde eine Replika von Claptons Brownie vom Fender Custom Shop auf 100 Stück limitiert hergestellt. Die Gitarre besitzt die genaue Tonabnehmer-Konfiguration, die die Stratocaster auf den hintersten beiden Positionen (Bridge) sehr hoch, ähnlich wie eine Fender Telecaster, klingen lässt. Als weiteres Merkmal der Gitarre wurde die seltene stark braun-gelbliche 2-Tone Sunburst Lackierung nachgeahmt. Im Interview und Podcast mit Guitar Center bestätigte Clapton, dass der Nachbau exakt so klingt und aussieht wie das Original. Der Preis lag bei 14.000 €.

### Gold Leaf Stratocaster
Nach dem Modell der Eric Clapton Gold Leaf Stratocaster stellte der Fender Custom Shop Replika der Gitarre her. 18 davon wurden verkauft und zwei erhielt Clapton. Clapton nutzte die Replik der Gitarre hauptsächlich zwischen 1997 und 2001. Gefälschte Nachahmungen der Replik zeichnen sich durch ein glänzendes, goldenes Pickguard aus, während die originalen Modelle ein weißes besitzen.

### Lackierungen
| - Black - Pewter - EC Grey - Torino Red | - Olympic White - 7Up Candy Green - Midnight Blue - Mercedes Blue | - Daphne Blue - Gold Leaf (Blattgold besetzt) - Graffiti-Motive - Lackierungen mit Logos (Crossroads Logo) |

### Trivia
Standard-Modelle, Custom Shop und Masterbuilt-Versionen der Clapton Stratocaster sind im mittleren Hochpreissegment von Fender angelegt. Sondereditionen finden sich dagegen im obersten.

## Galerie

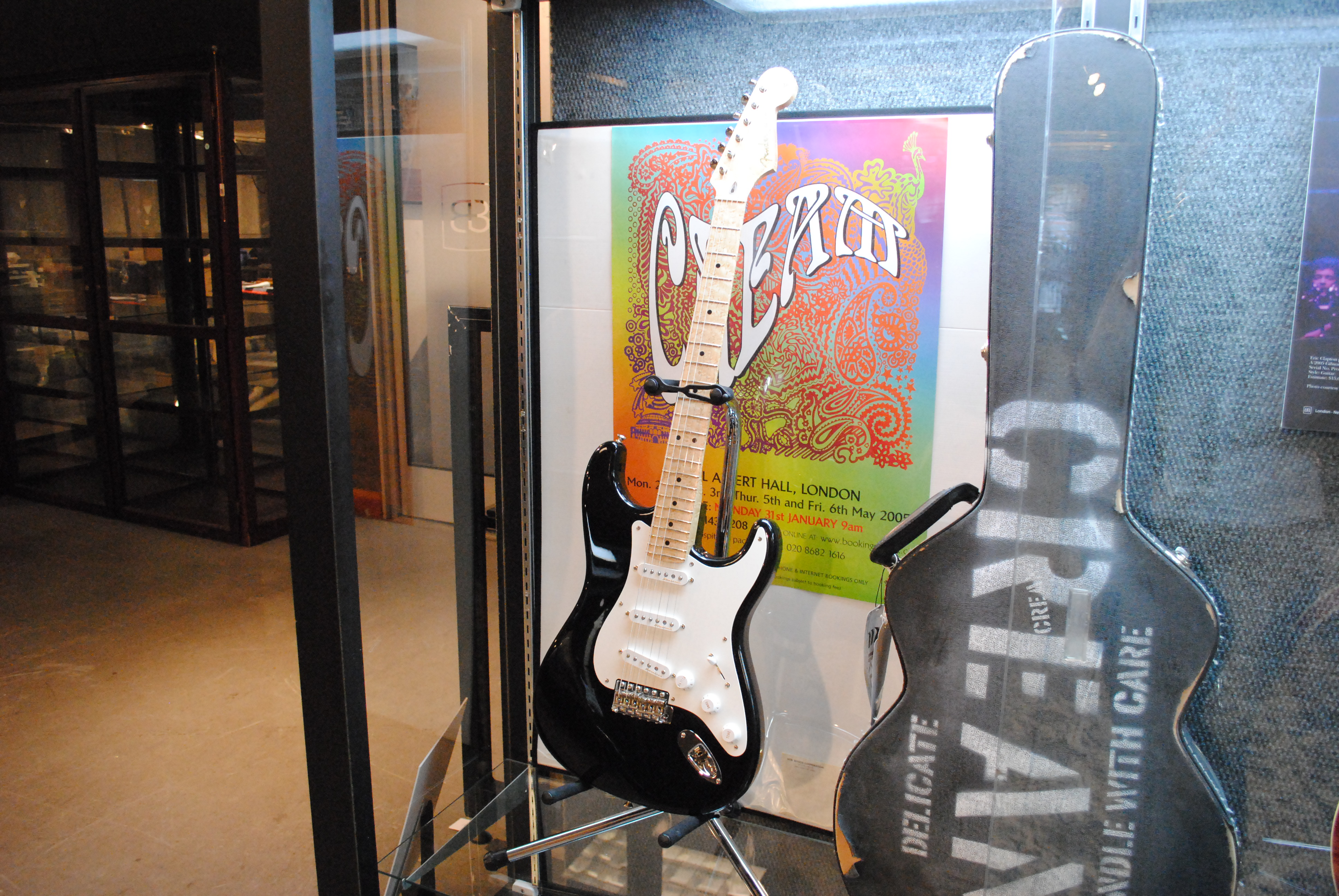
2005 Fender Masterbuilt Clapton Stratocaster
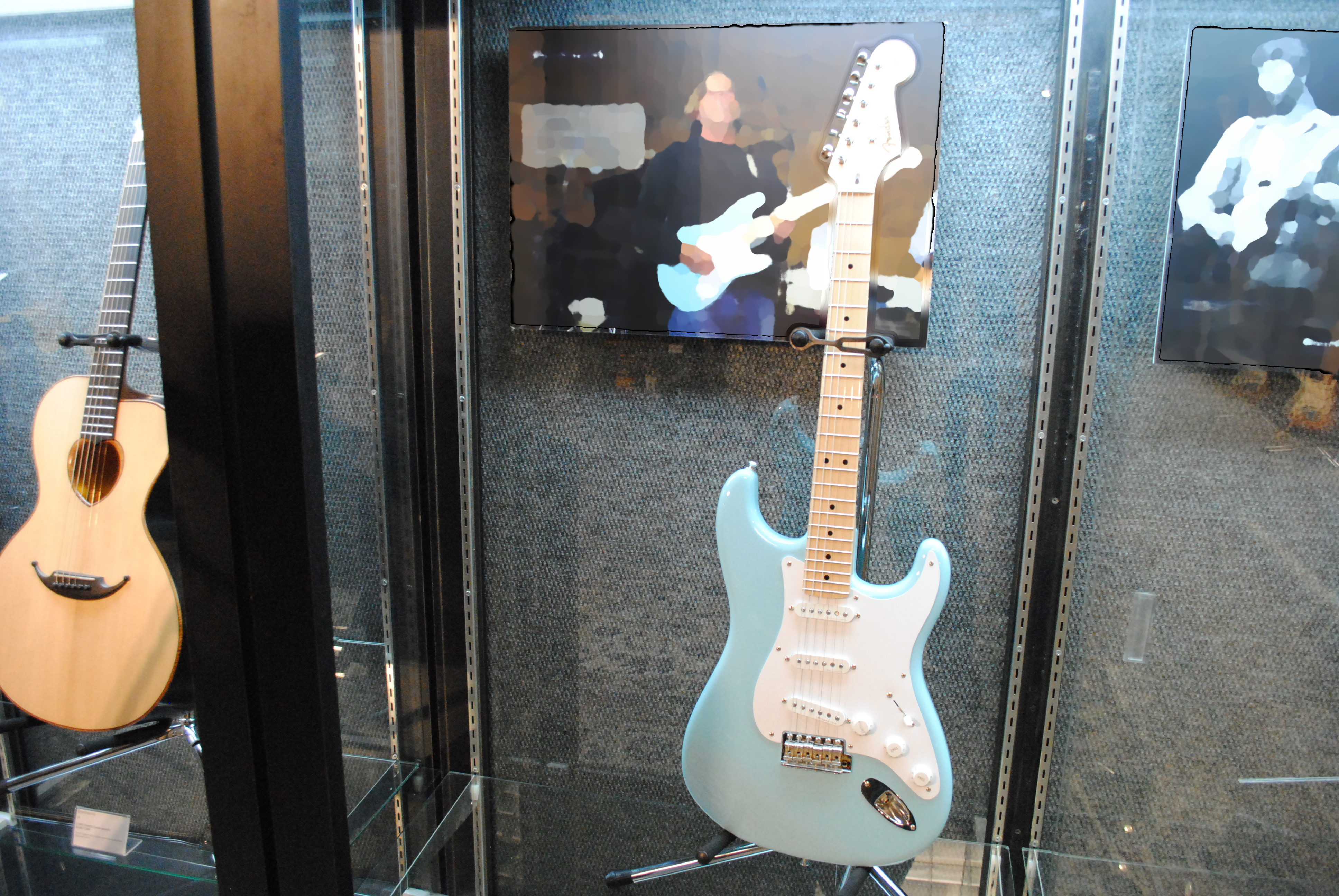
Fender Daphne Blue Eric Clapton Stratocaster
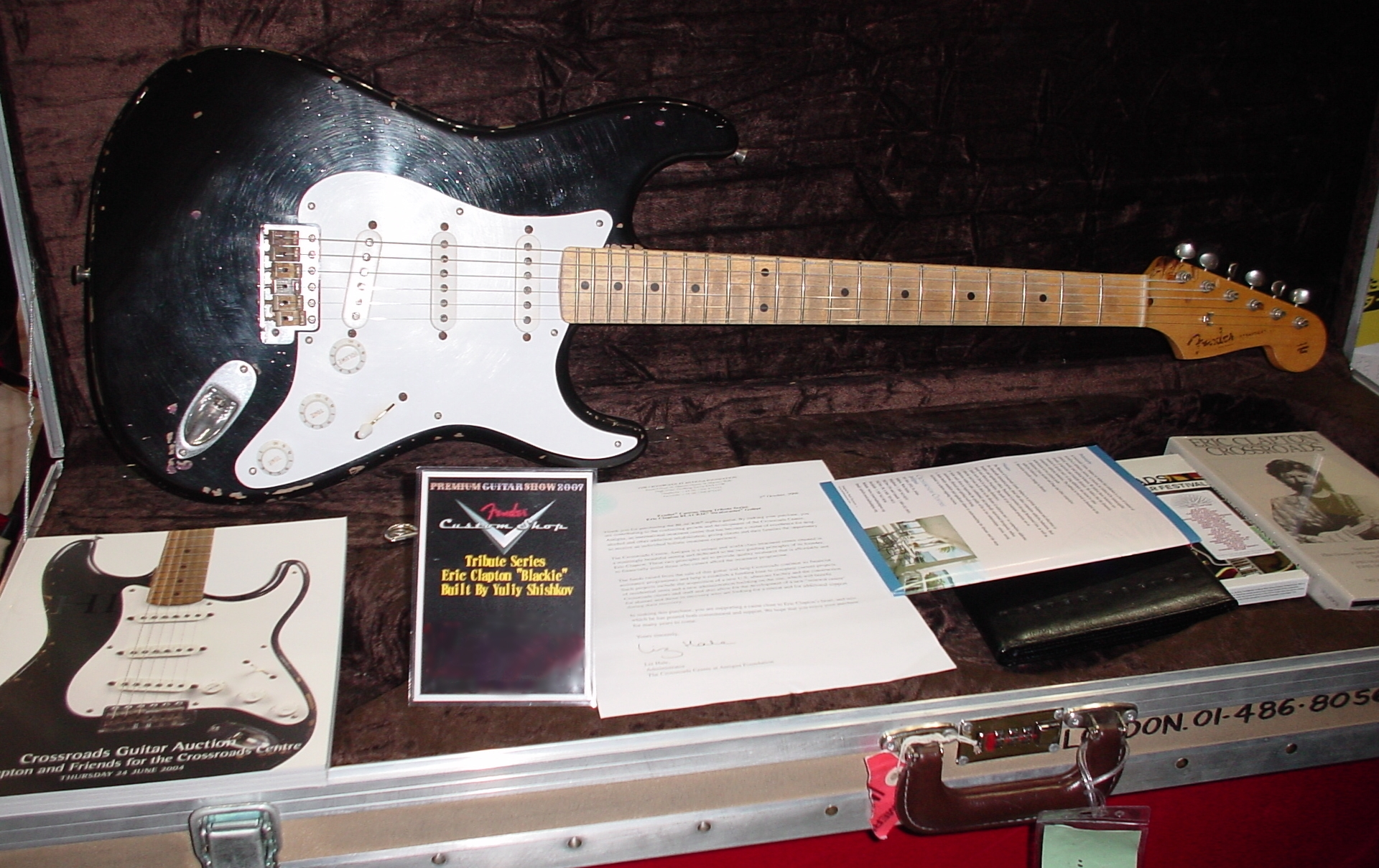
Limitierte Fender Blackie Replika Stratocaster
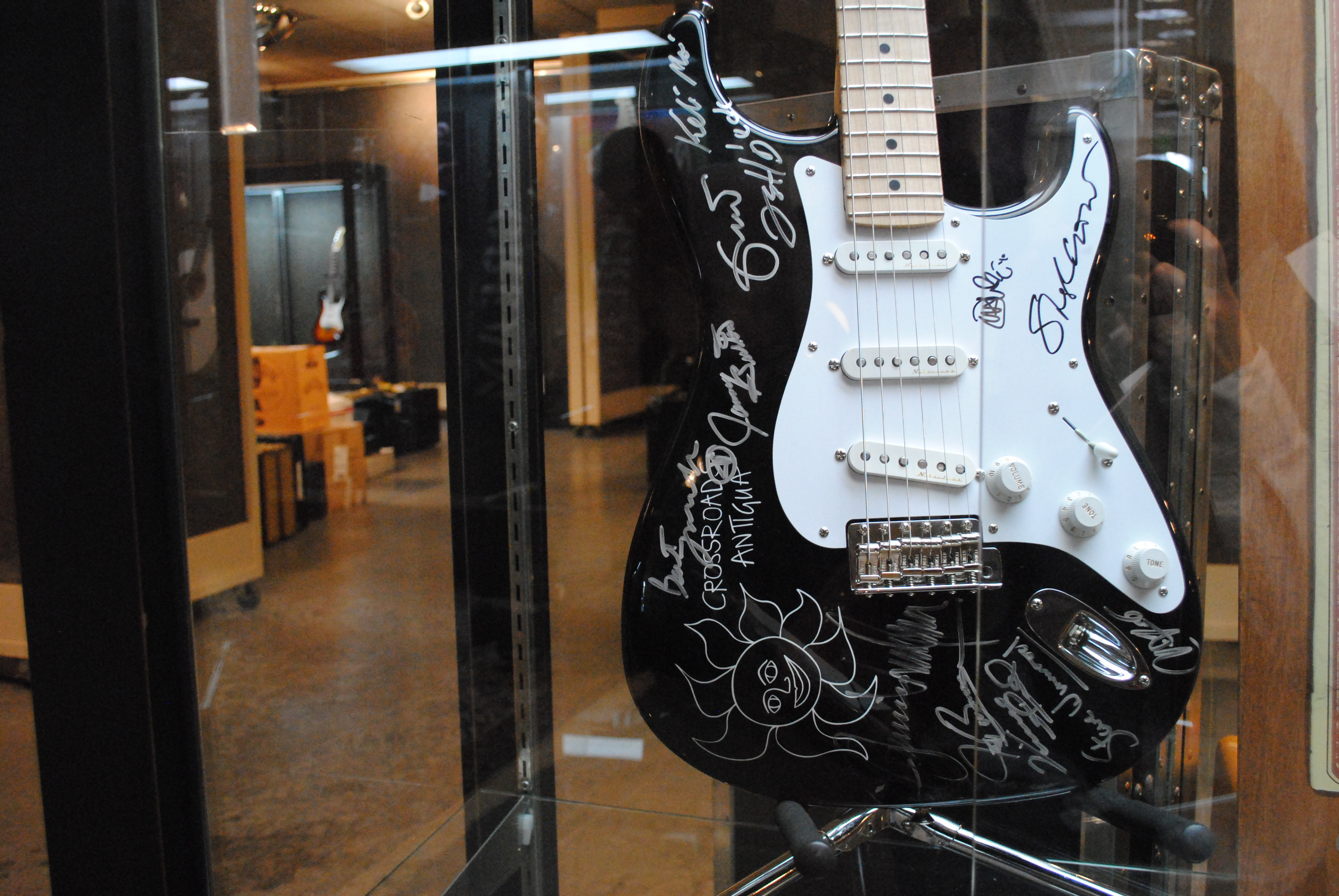
Signierte 2007 Crossroads Stratocaster
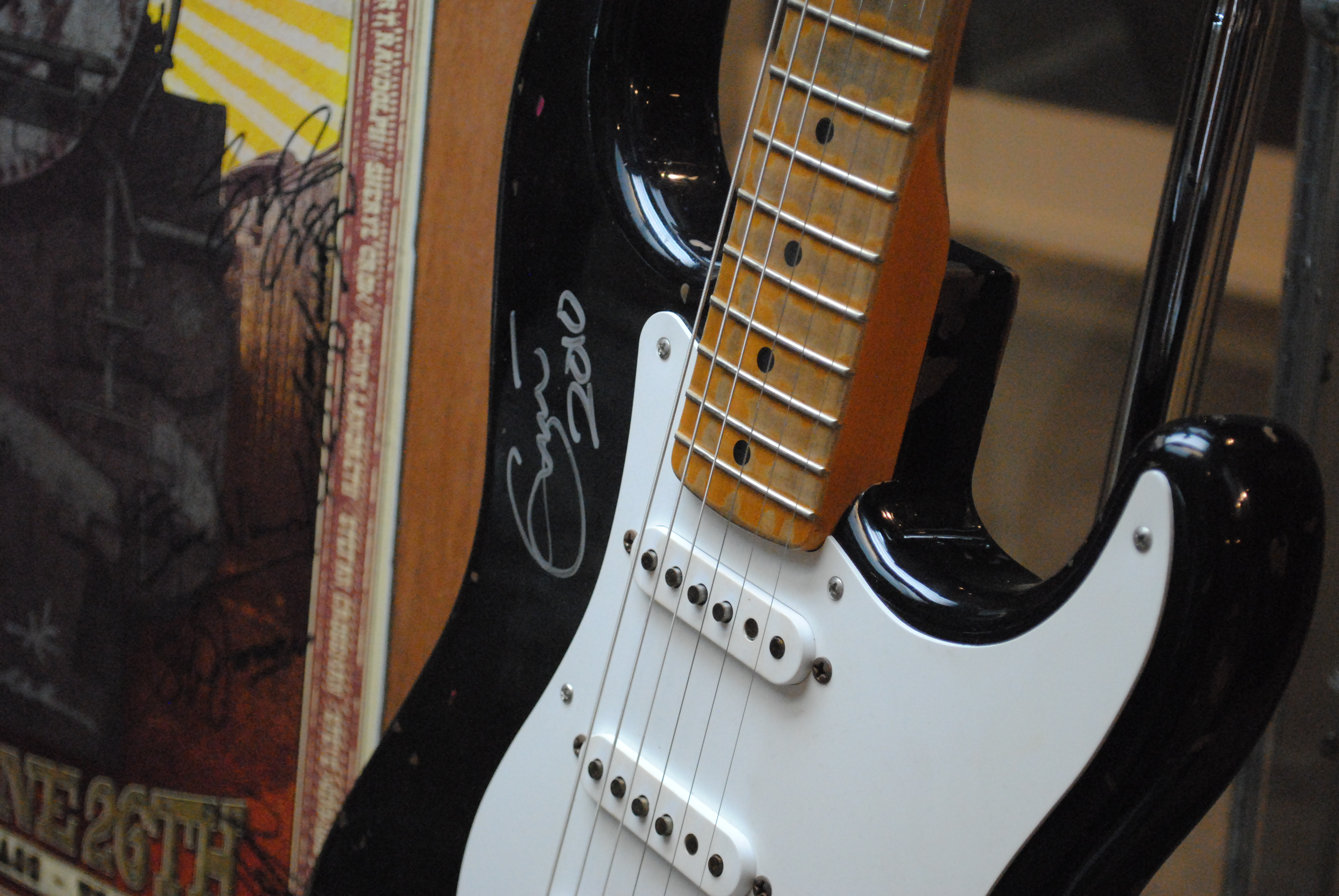
Blackie Replika, signiert 2010 von Eric Clapton
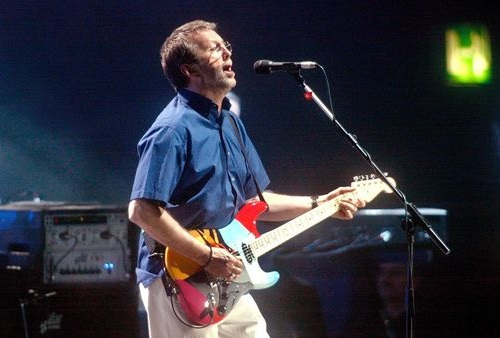
Clapton mit Crash 1 bei einem Konzert 2002